# Gran Premio motociclistico di Finlandia 1966
Il Gran Premio motociclistico di Finlandia fu l'ottavo appuntamento del motomondiale 1966.
Si svolse il 7 agosto 1966 a Imatra alla presenza di 30.000 spettatori. Quattro le classi in programma (125, 250, 350 e 500).
In 350 e 500 la lotta per la vittoria si restrinse a Giacomo Agostini e Mike Hailwood, con l'inglese che ebbe la meglio in 350 (dove "Ago" si ritirò a sei giri dalla fine) e l'italiano che si rifece nelle mezzo litro. Hailwood vinse anche la gara della quarto di litro.
La gara della 125 si decise in volata: tra Phil Read e Luigi Taveri la spuntò l'alfiere della Yamaha per un decimo di secondo.

## Classe 500
Furono 23 i piloti presenti al via e di questi 13 vennero classificati al termine della prova.

### Arrivati al traguardo
| Pos. | Pilota           | Moto              | Tempo      | Punti |
| ---- | ---------------- | ----------------- | ---------- | ----- |
| 1    | Giacomo Agostini | MV Agusta         | 1h 08' 18" | 8     |
| 2    | Mike Hailwood    | Honda             | +40" 7     | 6     |
| 3    | Jack Findlay     | Matchless         | +1 giro    | 4     |
| 4    | Jack Ahearn      | Norton            | +2 giri    | 3     |
| 5    | Malcolm Stanton  | Norton            | +2 giri    | 2     |
| 6    | Lewis Young      | Metisse-Matchless | +2 giri    | 1     |
| 7    | Gyula Marsovszky | Matchless         |            |       |
| 8    | Fred Stevens     | Matchless         |            |       |
| 9    | Bosse Granath    | Matchless         |            |       |
| 10   | Agne Carlsson    | Matchless         |            |       |
| 11   | Billy Andersson  | Matchless         |            |       |
| 12   | Billie Nelson    | Norton            |            |       |
| 13   | Pentti Lehtelä   | Norton            |            |       |

### Ritirati
| Pilota            | Moto      | Motivo ritiro |
| ----------------- | --------- | ------------- |
| Jourko Ryhänen    | Matchless |               |
| Kel Carruthers    | Norton    |               |
| Eric Hinton       | Norton    |               |
| Stuart Morin      | Norton    |               |
| František Šťastný | Jawa-ČZ   |               |
| Stuart Graham     | Matchless |               |
| Derek Lee         | Matchless |               |
| Chris Conn        | Norton    |               |
| Gustav Havel      | Jawa-ČZ   |               |
| Kent Andersson    | Husqvarna |               |

## Classe 350

### Arrivati al traguardo
| Pos. | Pilota            | Moto   | Tempo      | Punti |
| ---- | ----------------- | ------ | ---------- | ----- |
| 1    | Mike Hailwood     | Honda  | 57' 59" 04 | 8     |
| 2    | Heinz Rosner      | MZ     | +1 giro    | 6     |
| 3    | Jack Ahearn       | Norton | +2 giri    | 4     |
| 4    | Kel Carruthers    | Norton | +2 giri    | 3     |
| 5    | Bruce Beale       | Honda  | +2 giri    | 2     |
| 6    | František Šťastný | Jawa   | +2 giri    | 1     |
| 7    | Fred Stevens      | AJS    | +2 giri    |       |
| 8    | Chris Conn        | Norton | +2 giri    |       |

### Ritirati
| Pilota           | Moto      | Motivo ritiro |
| ---------------- | --------- | ------------- |
| Giacomo Agostini | MV Agusta |               |
| Gustav Havel     | Jawa      |               |
| František Boček  | ČZ        |               |
| Lewis Young      | n.d.      |               |

## Classe 250

### Arrivati al traguardo
| Pos. | Pilota            | Moto      | Tempo        | Punti |
| ---- | ----------------- | --------- | ------------ | ----- |
| 1    | Mike Hailwood     | Honda     | 1h 02' 03" 9 | 8     |
| 2    | Stuart Graham     | Honda     | +1' 59" 4    | 6     |
| 3    | František Šťastný | Jawa      | +1 giro      | 4     |
| 4    | Jack Findlay      | Bultaco   | +1 giro      | 3     |
| 5    | Bruce Beale       | Honda     | +2 giri      | 2     |
| 6    | Kent Andersson    | Husqvarna |              | 1     |
| 7    | Barry Smith       | Bultaco   |              |       |
| 8    | Jim Curry         | Honda     |              |       |
| 9    | A. Richman        | Bultaco   |              |       |

## Classe 125

### Arrivati al traguardo
| Pos. | Pilota           | Moto   | Tempo     | Punti |
| ---- | ---------------- | ------ | --------- | ----- |
| 1    | Phil Read        | Yamaha | 56' 40" 6 | 8     |
| 2    | Luigi Taveri     | Honda  | +0" 1     | 6     |
| 3    | Ralph Bryans     | Honda  | +46" 5    | 4     |
| 4    | Hugh Anderson    | Suzuki | +1' 03" 8 | 3     |
| 5    | Yoshimi Katayama | Suzuki | +1' 54" 4 | 2     |
| 6    | Hartmut Bischoff | MZ     | +2 giri   | 1     |

## Fonti e bibliografia
- Corriere dello Sport, 8 agosto 1966, pag. 8.
- Risultati della 500 su autosport.com, su autosport.com.